# Staurastrum retusum
Staurastrum retusum là một loài Song tinh tảo trong họ Desmidiaceae, thuộc chi Staurastrum.